# Geranomyia dischidia
Geranomyia dischidia är en tvåvingeart som först beskrevs av Alexander 1958.  Geranomyia dischidia ingår i släktet Geranomyia och familjen småharkrankar. Inga underarter finns listade i Catalogue of Life.